# Levantador de toadas
O levantador de toadas é o responsável por cantar as músicas de seu boi-bumbá no Festival Folclórico de Parintins.
Trata-se de uma figura importante, já que a técnica, a força e a beleza de sua interpretação não só valem pontos como ajudam a trazer à tona a emoção dos brincantes. David Assayag e Arlindo Júnior são os mais conhecidos levantadores de toadas dos bois-bumbá de Parintins.